# Софія (філософія)
Софія, Мудрість (Σοφία) — поняття в античній і середньовічній філософії, юдаїзмі, гностицизмі та християнстві, що відображає особливе уявлення про мудрість або уособлена (втілена) мудрість.
У давнину — розумне вміння у творчості (Гомер); «Знання про сутність», про «причини та джерела» (Аристотель). У юдаїстичних релігійних уявленнях космічна, часто жіноча істота, що містить у собі початок та ідеальний прообраз світу; аналог Тари в буддизмі і Матері Книги в ісламі. У християнстві — Сам Христос, Бог-Слово. У юдаїзмі і релігійній філософії розглядається іноді як уособлена мудрість Бога. Уявлення про Софію як про «Премудрість Божу» отримало особливий розвиток у Візантії і на Русі.